# Potigny
Potigny és un municipi francès situat al departament de Calvados i a la regió de Normandia. L'any 2007 tenia 1.734 habitants.

## Demografia

### Població
El 2007 la població de fet de Potigny era de 1.734 persones. Hi havia 778 famílies de les quals 291 eren unipersonals (122 homes vivint sols i 169 dones vivint soles), 228 parelles sense fills, 204 parelles amb fills i 55 famílies monoparentals amb fills.
La població ha evolucionat segons el següent gràfic:
Habitants censats

### Habitatges
El 2007 hi havia 857 habitatges, 795 eren l'habitatge principal de la família, 17 eren segones residències i 45 estaven desocupats. 737 eren cases i 114 eren apartaments. Dels 795 habitatges principals, 466 estaven ocupats pels seus propietaris, 309 estaven llogats i ocupats pels llogaters i 21 estaven cedits a títol gratuït; 6 tenien una cambra, 112 en tenien dues, 294 en tenien tres, 191 en tenien quatre i 193 en tenien cinc o més. 485 habitatges disposaven pel capbaix d'una plaça de pàrquing. A 397 habitatges hi havia un automòbil i a 241 n'hi havia dos o més.

### Piràmide de població
La piràmide de població per edats i sexe el 2009 era:
| Homes | Edats   | Dones |
| ----- | ------- | ----- |
| 0     | 95 o +  | 4     |
| 4     | 90 a 94 | 4     |
| 4     | 85 a 89 | 16    |
| 12    | 80 a 84 | 28    |
| 48    | 75 a 79 | 44    |
| 44    | 70 a 74 | 72    |
| 36    | 65 a 69 | 88    |
| 36    | 60 a 64 | 40    |
| 24    | 55 a 59 | 40    |
| 56    | 50 a 54 | 36    |
| 56    | 45 a 49 | 60    |
| 72    | 40 a 44 | 72    |
| 40    | 35 a 39 | 52    |
| 36    | 30 a 34 | 24    |
| 64    | 25 a 29 | 72    |
| 40    | 20 a 24 | 48    |
| 56    | 15 a 19 | 52    |
| 56    | 10 a 14 | 48    |
| 60    | 5 a 9   | 60    |
| 36    | 0 a 4   | 68    |

## Economia
El 2007 la població en edat de treballar era de 1.043 persones, 766 eren actives i 277 eren inactives. De les 766 persones actives 663 estaven ocupades (367 homes i 296 dones) i 103 estaven aturades (44 homes i 59 dones). De les 277 persones inactives 96 estaven jubilades, 85 estaven estudiant i 96 estaven classificades com a «altres inactius».

### Ingressos
El 2009 a Potigny hi havia 791 unitats fiscals que integraven 1.752 persones, la mediana anual d'ingressos fiscals per persona era de 14.421 €.

### Activitats econòmiques
Dels 60 establiments que hi havia el 2007, 1 era d'una empresa alimentària, 1 d'una empresa de fabricació d'altres productes industrials, 6 d'empreses de construcció, 20 d'empreses de comerç i reparació d'automòbils, 3 d'empreses de transport, 6 d'empreses d'hostatgeria i restauració, 5 d'empreses financeres, 1 d'una empresa immobiliària, 4 d'empreses de serveis, 8 d'entitats de l'administració pública i 5 d'empreses classificades com a «altres activitats de serveis».
Dels 21 establiments de servei als particulars que hi havia el 2009, 1 era una oficina d'administració d'Hisenda pública, 1 oficina de correu, 3 oficines bancàries, 2 funeràries, 2 tallers de reparació d'automòbils i de material agrícola, 1 autoescola, 1 guixaire pintor, 1 fusteria, 1 electricista, 3 perruqueries, 4 restaurants i 1 saló de bellesa.
Dels 12 establiments comercials que hi havia el 2009, 2 eren botigues de més de 120 m², 1 una botiga de menys de 120 m², 3 carnisseries, 1 una peixateria, 1 una llibreria, 2 drogueries i 2 floristeries.
L'any 2000 a Potigny hi havia 8 explotacions agrícoles que ocupaven un total de 395 hectàrees.

## Equipaments sanitaris i escolars
El 2009 hi havia 2 centres de salut i 1 farmàcia.
El 2009 hi havia 1 escola maternal i 1 escola elemental. Potigny disposava d'un col·legi d'educació secundària amb 329 alumnes.

## Poblacions més properes
El següent diagrama mostra les poblacions més properes.